# Équipe cycliste Run & Race-Wibatech
L'équipe cycliste Run & Race-Wibatech est une équipe cycliste allemande, d'origine polonaise. Créée sous le nom de Wibatech-LMGK Ziemia Brzeska en 2012, elle devient Wibatech-Brzeg en 2013, Wibatech Fuji Żory en 2014, puis Wibatech Fuji de 2015 à 2017 et Wibatech Merx 7R de 2018 à 2020. Elle court avec une licence d'équipe continentale depuis 2012, à l'exception de 2021, où elle retourne en amateur.

## Principales victoires
- Visegrad 4 Bicycle Race-GP Czech Republic : Marek Rutkiewicz (2016)
- CCC Tour-Grody Piastowskie : Marek Rutkiewicz (2017)
- Bałtyk-Karkonosze Tour : Marek Rutkiewicz (2017)
- Szlakiem Wielkich Jezior : Marek Rutkiewicz (2017)
- Visegrad 4 Bicycle Race-GP Poland : Maciej Paterski (2018)
- Tour d'Estonie : Grzegorz Stępniak (2018)
- Course de Solidarność et des champions olympiques : Sylwester Janiszewski (2018)
- Puchar Uzdrowisk Karpackich : Maciej Paterski (2018)
- Raiffeisen Grand Prix : Maciej Paterski (2018 et 2019)
- Szlakiem Walk Majora Hubala : Maciej Paterski (2019)
- Grand Prix Develi : Anatoliy Budyak (2020)
- Grand Prix World's Best High Altitude : Anatoliy Budyak (2020)
- Grand Prix Slovenian Istria : Bartłomiej Proć (2023)
- Belgrade-Banja Luka : Piotr Pękala (2024)
- Dookoła Mazowsza : Bartłomiej Proć (2024)

## Classements UCI
L'équipe participe aux épreuves des circuits continentaux et en particulier de l'UCI Europe Tour. Les tableaux ci-dessous présentent les classements de l'équipe sur les différents circuits, ainsi que son meilleur coureur au classement individuel.
UCI Europe Tour
| UCI Europe Tour | UCI Europe Tour        | UCI Europe Tour                           | UCI Europe Tour |
| Année           | Classement par équipes | Meilleur coureur au classement individuel |                 |
| --------------- | ---------------------- | ----------------------------------------- | --------------- |
| 2012            | 98e                    | Andrzej Bartkiewicz (388e)                |                 |
| 2013            | 109e                   | Paweł Franczak (579e)                     |                 |
| 2015            | 85e                    | Dariusz Batek (241e)                      |                 |
| 2016            | 39e                    | Marek Rutkiewicz (132e)                   |                 |
| 2017            | 29e                    | Marek Rutkiewicz (97e)                    |                 |
| 2018            | 36e                    | Maciej Paterski (96e)                     |                 |
| 2019            | 31e                    | Maciej Paterski (162e)                    |                 |
| 2020            | 31e                    | Anatoliy Budyak (161e)                    |                 |
| 2022            | 70e                    | Bartłomiej Proć (756e)                    |                 |
| 2023            | 61e                    | -                                         |                 |
|                 |                        |                                           |                 |
| Source : UCI    |                        |                                           |                 |

L'équipe est également classée au Classement mondial UCI qui prend en compte toutes les épreuves UCI et concerne toutes les équipes UCI.
| Classement mondial | Classement mondial     | Classement mondial                        | Classement mondial |
| Année              | Classement par équipes | Meilleur coureur au classement individuel |                    |
| ------------------ | ---------------------- | ----------------------------------------- | ------------------ |
| 2016               | -                      | Marek Rutkiewicz (297e)                   |                    |
| 2017               | -                      | Marek Rutkiewicz (210e)                   |                    |
| 2018               | -                      | Maciej Paterski (235e)                    |                    |
| 2019               | 56e                    | Maciej Paterski (196e)                    |                    |
| 2020               | 55e                    | Anatoliy Budyak (195e)                    |                    |
| 2022               | 118e                   | Bartłomiej Proć (1057e)                   |                    |
| 2023               | 115e                   | Bartłomiej Proć (631e)                    |                    |
| 2024               | -                      | Michał Paluta (964e)                      |                    |
|                    |                        |                                           |                    |
| Source : UCI       |                        |                                           |                    |

## Run&Race-Wibatech en 2025
Effectif
| Effectif 2025       | Effectif 2025     | Effectif 2025 | Effectif 2025                 |
| Cycliste            | Date de naissance | Pays          | Équipe précédente             |
| ------------------- | ----------------- | ------------- | ----------------------------- |
| Paul Germer         | 5 avril 2006      | Allemagne     |                               |
| Szymon Ilski        | 27 août 2006      | Pologne       |                               |
| Tobias Kreuzer      | 19 septembre 2000 | Allemagne     |                               |
| Dominik Krzyśków    | 18 septembre 2006 | Pologne       |                               |
| Kacper Maciejuk     | 18 mai 2003       | Pologne       |                               |
| Jonas Messerschmidt | 10 février 2001   | Allemagne     | Dauner-AKKON (2022)           |
| Michael Peter       | 15 novembre 2001  | Allemagne     |                               |
| Bartłomiej Proć     | 12 décembre 1999  | Pologne       | Pogoń Mostostal Puławy (2021) |
| Nils Puschmann      | 15 octobre 2004   | Allemagne     |                               |
| Artur Sowiński      | 29 janvier 1997   | Pologne       | Voster ATS Team (2024)        |
| Luis Straßer        | 7 mai 2006        | Allemagne     |                               |
|                     |                   |               |                               |
| Source : UCI        |                   |               |                               |

Victoires
| Victoires | Victoires | Victoires | Victoires | Victoires | Victoires |
| Date      | Course    | Pays      | Classe    | Vainqueur |           |
| --------- | --------- | --------- | --------- | --------- | --------- |